# Dzika lokatorka (film 1992)
Dzika lokatorka (ang. HouseSitter) – amerykańska komedia romantyczna z 1992 roku.

## Główne role
- Steve Martin - Newton Davis
- Goldie Hawn - Gwen Phillips
- Dana Delany - Becky Metcalf
- Julie Harris - Edna Davis
- Donald Moffat - George Davis
- Peter MacNicol - Marty
- Richard B. Shull - Ralph
- Laurel Cronin - Mary
- Roy Cooper - Winston Moseby
- Christopher Durang - Wielebny Lipton
- Heywood Hale Broun - Travis Keller
- Cherry Jones - Patty
- Vasek Simek - Karol

## Fabuła
Newton Davis - uznany architekt - buduje dom, w którym chce zamieszkać ze swoją przyszłą żoną Becky. Niespodziewanie kobieta odrzuca oświadczyny Newtona i odchodzi. Mężczyzna opowiada całą historię przypadkowo poznanej kelnerce Gwen. Zaintrygowana całą historią wprowadza się do jego domu. Kobieta wywraca jego życie do góry nogami, zaprowadza nowe porządki i przedstawia się sąsiadom jako... żona Davisa. Gwen zdobywa powszechną sympatię wszystkich mieszkańców, zaprzyjaźnia się nawet z Becky, która jest na nowo zainteresowana Newtonem...